# Adelmann von und zu Adelmannsfelden

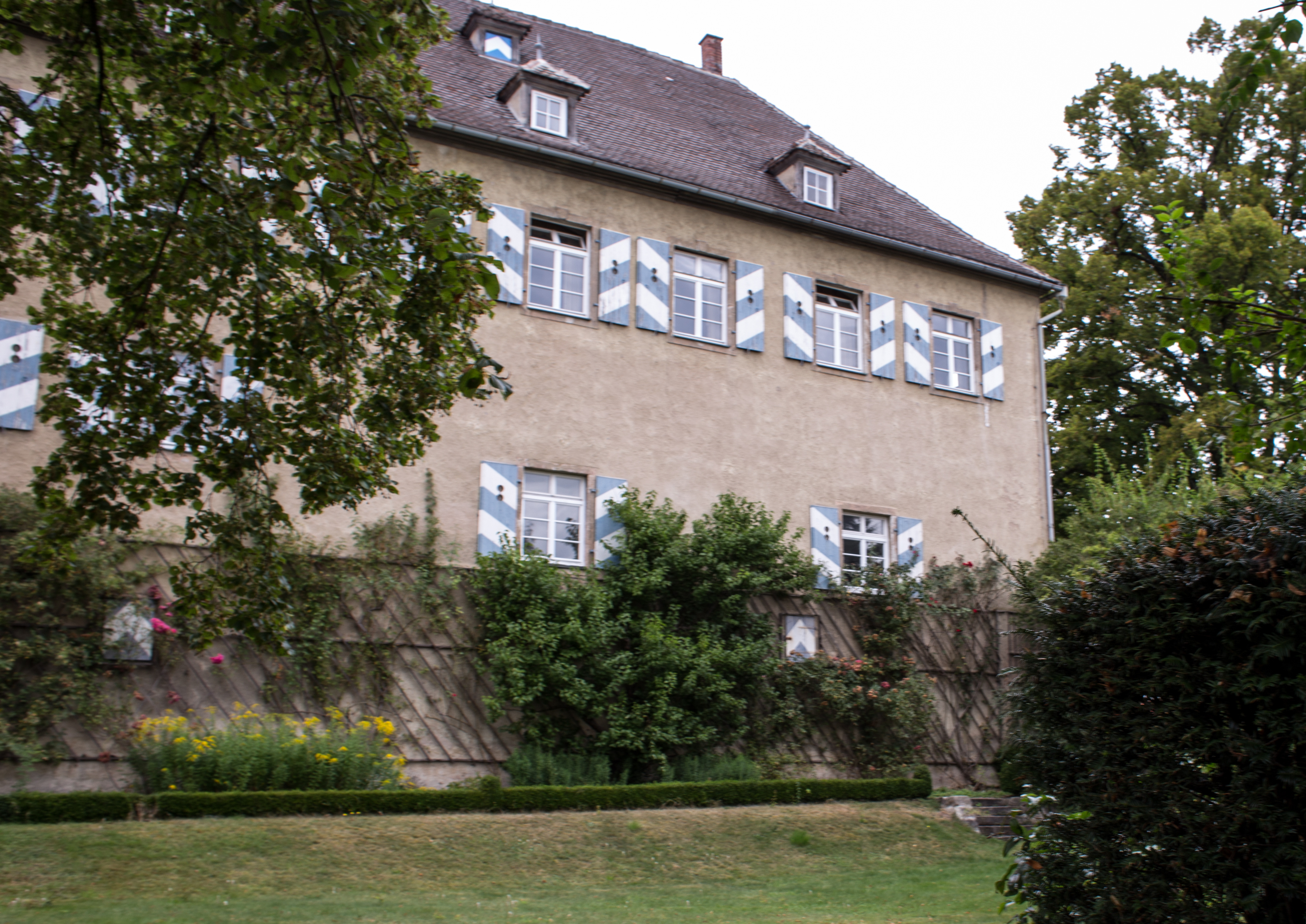
Schloss Adelmannsfelden

Adelmann von und zu Adelmannsfelden is een adelsgeslacht dat sinds 1979 bestaat.

## Geschiedenis
Dit geslacht is door adoptie ontstaan uit het geslacht Adelmann von Adelmannsfelden. In 1890 verkreeg Rudolf graaf Adelmann von Adelmannsfelden (1850-1900) als heer van Adelmannsfelden toestemming het predicaat von und zu Adelmannsfelden te voeren. Zijn zoon, die ongehuwd bleef, adopteerde in 1966 zijn achterneef dr. Martin Freiherr von Franz (1942), telg uit het geslacht Von Franz. In 1979 werd deze adoptie als adelserkenning goedgekeurd bij besluit van de Deutscher Adelsrechtsausschuss waardoor een nieuw adelsgeslacht ontstond. Aangezien ook deze telg ongehuwd is, dreigt dit geslacht uit te sterven.

## Telg (en zijn adoptie-afkomst)
Rudolf graaf Adelmann von und zu Adelmannsfelden, medeheer van Hohenstadt en Schechingen, heer van Adelmannsfelden (1850-1900), Württembergs kamerheer en lid van de Württembergse landdag
- Rüdiger graaf Adelmann von und zu Adelmannsfelden, heer van Adelmannsfelden (1893-1968), consul-generaal
  - Dr. Martin Graf von Adelmann von und zu Adelmannsfelden, heer van Adelmannsfelden (1942), adoptiefzoon en bewoner van Schloss Adelmannsfelden

### Afstamming uit het geslacht Von Franz
Dr. Gottfried Freiherr von Franz (1904-1986), landgoedexploitant en bewoner van Schloss Adelmannsfelden, trouwde in 1939 met dr. Marie-Agnes gravin Calice (1911-2010), dochter van Brigitte gravin Adelmann von und zu Adelmannsfelden, zus van Rüdiger graaf Adelmann von und zu Adelmannsfelden (1893-1968)
- Dr. Martin [Freiherr von Franz, sinds 1979:] Graf von Adelmann von und zu Adelmannsfelden, heer van Adelmannsfelden (1942), bewoner van Schloss Adelmannsfelden